# Atletiek op de Zomeruniversiade 2011

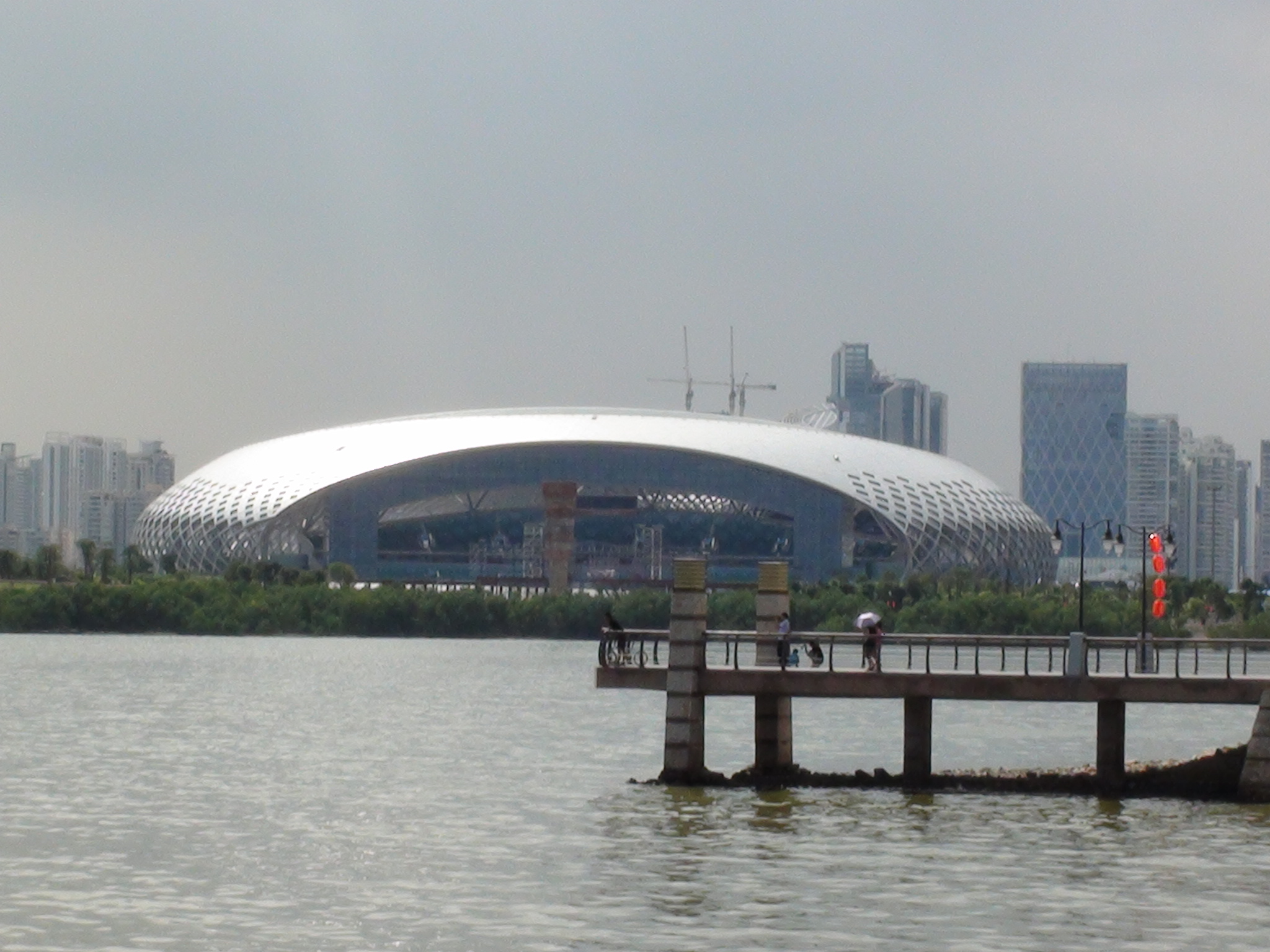
Het Shenzhen Bay Sports Center waar de atletiekonderdelen plaatsvonden.

Atletiek is een van de sporten die werden beoefend tijdens de Zomeruniversiade 2011 in Shenzhen, China. De verschillende onderdelen werden afgewerkt op 16 tot en met 21 augustus 2011, op de vijfde tot en met de tiende dag van de in totaal twaalf dagen durende Universiade. De verschillende atletiekonderdelen (behalve de wegonderdelen) werden gehouden in het hoofdstadion van het Universiadecentrum: Shenzhen Bay Sports Center.
Het programma van atletiek op de Universiade van 2011 bestond uit 46 losse onderdelen, waar 50 gouden medailles werden verdeeld (bij de 20 km snelwandelen en de halve marathon werden er behalve de individuele medailles ook medailles voor landenteams uitgereikt). De programma's voor mannen en vrouwen waren, met uitzondering van de meerkamp en het hordelopen, gelijk.

## Uitslagen

### 100 m
Mannen
| Plaats | Naam              | Land | Tijd       |
| ------ | ----------------- | ---- | ---------- |
| Goud   | Jacques Harvey    | JAM  | 10,14      |
| Zilver | Rytis Sakalauskas | LTU  | 10,14 (NR) |
| Brons  | Bingtain Su       | CHN  | 10,27      |

Vrouwen
| Plaats | Naam             | Land | Tijd        |
| ------ | ---------------- | ---- | ----------- |
| Goud   | Carrie Russell   | JAM  | 11,05 (=PB) |
| Zilver | Khrystyna Stuy   | UKR  | 11,34 (SB)  |
| Brons  | Lina Grincikaite | LTU  | 11,44       |

### 200 m
Mannen
| Plaats | Naam          | Land | Tijd       |
| ------ | ------------- | ---- | ---------- |
| Goud   | Rasheed Dwyer | JAM  | 20,20 (PB) |
| Zilver | Thuso Mpuang  | RSA  | 20,59      |
| Zilver | Jason Young   | JAM  | 20,59      |

Vrouwen
| Plaats | Naam                | Land | Tijd        |
| ------ | ------------------- | ---- | ----------- |
| Goud   | Anneisha McLaughlin | JAM  | 22,54 (=PB) |
| Zilver | Tiffany Townsend    | USA  | 22,96       |
| Brons  | Anna Kaygorodova    | RUS  | 23,16 (PB)  |

### 400 m
Mannen
| Plaats | Naam              | Land | Tijd       |
| ------ | ----------------- | ---- | ---------- |
| Goud   | Marcell Deák-Nagy | HUN  | 45,50      |
| Zilver | Peter Matthews    | JAM  | 45,62 (PB) |
| Brons  | Sean Wroe         | AUS  | 45,93 (SB) |

Vrouwen
| Plaats | Naam            | Land | Tijd       |
| ------ | --------------- | ---- | ---------- |
| Goud   | Olga Topilskaya | RUS  | 51,63      |
| Zilver | Yelena Migunova | RUS  | 51,77 (SB) |
| Brons  | Olga Tereshkova | KAZ  | 52,36      |

### 800 m
Mannen
| Plaats | Naam            | Land | Tijd         |
| ------ | --------------- | ---- | ------------ |
| Goud   | Lachlan Renshaw | AUS  | 1.46,36      |
| Zilver | Teng Haining    | CHN  | 1.46,62 (PB) |
| Brons  | Fred Samoei     | KEN  | 1.46,72      |

Vrouwen
| Plaats | Naam             | Land | Tijd         |
| ------ | ---------------- | ---- | ------------ |
| Goud   | Olha Zavhorodnya | UKR  | 1.59,56 (PB) |
| Zilver | Elena Kofanova   | RUS  | 1.59,94      |
| Brons  | Liliya Lobanova  | UKR  | 2.00,42      |

### 1500 m
Mannen
| Plaats | Naam              | Land | Tijd    |
| ------ | ----------------- | ---- | ------- |
| Goud   | Imad Touil        | ALG  | 3.48,13 |
| Zilver | Abdelmadjed Touil | ALG  | 3.48,24 |
| Brons  | Valentin Smirnov  | RUS  | 3.48,45 |

Vrouwen
| Plaats | Naam                | Land | Tijd    |
| ------ | ------------------- | ---- | ------- |
| Goud   | Aslı Çakır Alptekin | TUR  | 4.05,56 |
| Zilver | Anna Mishchenko     | UKR  | 4.05,91 |
| Brons  | Ekaterina Gorbunova | RUS  | 4.06,16 |

### 5000 m
Mannen
| Plaats | Naam            | Land | Tijd     |
| ------ | --------------- | ---- | -------- |
| Goud   | Andrew Vernon   | GBR  | 14.00,06 |
| Zilver | Evgeny Rybakov  | RUS  | 14.00,60 |
| Brons  | Stefano La Rosa | ITA  | 14.02,95 |

Vrouwen
| Plaats | Naam            | Land | Tijd          |
| ------ | --------------- | ---- | ------------- |
| Goud   | Binnaz Uslu     | TUR  | 15.41,15 (PB) |
| Zilver | Sara Moreira    | POR  | 15.45,83      |
| Brons  | Natalya Popkova | RUS  | 15.52,55      |

### 10000 m
Mannen
| Plaats | Naam           | Land | Tijd          |
| ------ | -------------- | ---- | ------------- |
| Goud   | Suguru Osako   | JPN  | 28.42,83 (SB) |
| Zilver | Stephen Mokoka | RSA  | 28.53,09      |
| Brons  | Ahmed Tamri    | MAR  | 29.06,20      |

Vrouwen
| Plaats | Naam          | Land | Tijd     |
| ------ | ------------- | ---- | -------- |
| Goud   | Fadime Suna   | TUR  | 33.11,92 |
| Zilver | Hanae Tanaka  | JPN  | 33.15,57 |
| Brons  | Mai Ishibashi | JPN  | 33.41,90 |

### Halve marathon
Mannen
| Plaats | Naam             | Land | Tijd    |
| ------ | ---------------- | ---- | ------- |
| Goud   | Ahmed Tamri      | MAR  | 1:06.20 |
| Zilver | Fatih Bilgic     | TUR  | 1:06.20 |
| Brons  | Tsubasa Hayakawa | JPN  | 1:06.25 |

Vrouwen
| Plaats | Naam         | Land | Tijd    |
| ------ | ------------ | ---- | ------- |
| Goud   | Ro Un-Ok     | PRK  | 1:16.38 |
| Zilver | Jin Lingling | CHN  | 1:16.42 |
| Brons  | Sayo Nomura  | JPN  | 1:16.48 |

### Landenteams halve marathon
Mannen
| Plaats | Naam                                                       | Land | Tijd    |
| ------ | ---------------------------------------------------------- | ---- | ------- |
| Goud   | Tsubasa Hayakawa Hiromitsu Kakuage Takehiro Deki Yo Yazawa | JPN  | 3:20.37 |
| Zilver | Bian Qi Zheng Guojun Yan Jun Gao Laiyuan Yang Le           | CHN  | 3:37.25 |

Vrouwen
| Plaats | Naam                                                   | Land | Tijd    |
| ------ | ------------------------------------------------------ | ---- | ------- |
| Goud   | Sayo Nomura Machiko Iwakawa Aki Otagiri Shiho Takechi  | JPN  | 3:50.43 |
| Zilver | Jin Lingling Jiang Xiaoli Li Zhenzhu Yin Yuan Sun Juan | CHN  | 3:53.09 |

### 100/110 m horden
Mannen
| Plaats | Naam             | Land | Tijd       |
| ------ | ---------------- | ---- | ---------- |
| Goud   | Hansle Parchment | JAM  | 13,24 (PB) |
| Zilver | Jiang Fan        | CHN  | 13,55      |
| Brons  | Ronald Brookins  | USA  | 13,56      |

Vrouwen
| Plaats | Naam                | Land | Tijd  |
| ------ | ------------------- | ---- | ----- |
| Goud   | Nia Sifaatihii Ali  | USA  | 12,85 |
| Zilver | Natalya Ivoninskaya | KAZ  | 13,16 |
| Brons  | Christina Manning   | USA  | 13,17 |

### 400 m horden
Mannen
| Plaats | Naam               | Land | Tijd  |
| ------ | ------------------ | ---- | ----- |
| Goud   | Jeshua Anderson    | USA  | 49,30 |
| Zilver | Takayuki Kishimoto | JPN  | 49,52 |
| Brons  | Kurt Couto         | MOZ  | 49,61 |

Vrouwen
| Plaats | Naam             | Land | Tijd  |
| ------ | ---------------- | ---- | ----- |
| Goud   | Anna Yaroshchuk  | UKR  | 55,15 |
| Zilver | Irina Davydova   | RUS  | 55,50 |
| Brons  | Nagihan Karadere | TUR  | 55,81 |

### 3000 m steeplechase
Mannen
| Plaats | Naam          | Land | Tijd         |
| ------ | ------------- | ---- | ------------ |
| Goud   | Alberto Paulo | POR  | 8.32,26      |
| Zilver | Halil Akkas   | TUR  | 8.34,57 (SB) |
| Brons  | Ildar Minshin | RUS  | 8.34,86      |

Vrouwen
| Plaats | Naam            | Land | Tijd         |
| ------ | --------------- | ---- | ------------ |
| Goud   | Binnaz Uslu     | TUR  | 9.33,50 (PB) |
| Zilver | Ludmina Kuzmina | RUS  | 9.44,77      |
| Brons  | Yin Yuan        | CHN  | 9.45,21      |

### Verspringen
Mannen
| Plaats | Naam             | Land | Afstand |
| ------ | ---------------- | ---- | ------- |
| Goud   | Su Xiongfeng     | CHN  | 8,17    |
| Zilver | Marquise Goodwin | USA  | 8,03    |
| Brons  | Julian Reid      | GBR  | 7,96    |

Vrouwen
| Plaats | Naam               | Land | Afstand |
| ------ | ------------------ | ---- | ------- |
| Goud   | Anna Nazarova      | RUS  | 6,72    |
| Zilver | Yuliya Pidluzhnaya | RUS  | 6,56    |
| Brons  | Melanie Bauschke   | GER  | 6,51    |

### Hink-stap-springen
Mannen
| Plaats | Naam              | Land | Afstand    |
| ------ | ----------------- | ---- | ---------- |
| Goud   | Nelson Évaro      | POR  | 17,31 (SB) |
| Zilver | Viktor Kuznyetsov | UKR  | 16,89      |
| Brons  | Yevgeniy Ektov    | KAZ  | 16,83      |

Vrouwen
| Plaats | Naam             | Land | Afstand    |
| ------ | ---------------- | ---- | ---------- |
| Goud   | Ekaterina Koneva | RUS  | 14,25 (PB) |
| Zilver | Patrícia Mamona  | POR  | 14,23      |
| Brons  | Christina Bujin  | ROU  | 14,21      |

### Hoogspringen
Mannen
| Plaats | Naam              | Land | Hoogte    |
| ------ | ----------------- | ---- | --------- |
| Goud   | Bogdan Bondarenko | UKR  | 2,28      |
| Zilver | Wojciech Theiner  | POL  | 2,26 (SB) |
| Brons  | Sergey Mudrov     | RUS  | 2,24      |

Vrouwen
| Plaats | Naam             | Land | Hoogte     |
| ------ | ---------------- | ---- | ---------- |
| Goud   | Brigetta Barrett | USA  | 1,96 (PB)  |
| Zilver | Airiné Palšyte   | LTU  | 1,96 (=NR) |
| Brons  | Anna Iljuštšenko | EST  | 1,94       |

### Polsstokhoogspringen
Mannen
| Plaats | Naam              | Land | Hoogte    |
| ------ | ----------------- | ---- | --------- |
| Goud   | Lukasz Michalski  | POL  | 5,75 (SB) |
| Zilver | Mateusz Didenkow  | POL  | 5,75 (PB) |
| Zilver | Aleksandr Gripich | RUS  | 5,75 (PB) |

Vrouwen
| Plaats | Naam                  | Land | Hoogte     |
| ------ | --------------------- | ---- | ---------- |
| Goud   | Aleksandra Kiryashova | RUS  | 4,65 (=PB) |
| Zilver | Tina Šutej            | SLO  | 4,55       |
| Brons  | Ekaterini Stefanidi   | GRE  | 4,45 (=PB) |

### Kogelstoten
Mannen
| Plaats | Naam             | Land | Afstand    |
| ------ | ---------------- | ---- | ---------- |
| Goud   | O'Dayne Richards | JAM  | 19,93 (PB) |
| Zilver | Soslan Tsyrikhov | RUS  | 19,80      |
| Brons  | Mason Finley     | USA  | 19,72      |

Vrouwen
| Plaats | Naam            | Land | Afstand |
| ------ | --------------- | ---- | ------- |
| Goud   | Irina Tarasova  | RUS  | 18,02   |
| Zilver | Sophie Kleeberg | GER  | 17,48   |
| Brons  | Meng Qianqian   | CHN  | 17,21   |

### Kogelslingeren
Mannen
| Plaats | Naam               | Land | Afstand |
| ------ | ------------------ | ---- | ------- |
| Goud   | Paweł Fajdek       | POL  | 78,14   |
| Zilver | Marcel Lomnický    | SVK  | 73,90   |
| Brons  | Lorenzo Povegliano | ITA  | 73,39   |

Vrouwen
| Plaats | Naam             | Land | Afstand    |
| ------ | ---------------- | ---- | ---------- |
| Goud   | Zalina Marghieva | MDA  | 72,93 (NR) |
| Zilver | Éva Orbán        | HUN  | 71,33 (NR) |
| Brons  | Bianca Perie     | ROU  | 71,18      |

### Discuswerpen
Mannen
| Plaats | Naam                  | Land | Afstand    |
| ------ | --------------------- | ---- | ---------- |
| Goud   | Märt Israel           | EST  | 64,07      |
| Zilver | Przemyslaw Czajkowski | POL  | 63,62      |
| Brons  | Ronald Julião         | BRA  | 63,30 (NR) |

Vrouwen
| Plaats | Naam              | Land | Afstand    |
| ------ | ----------------- | ---- | ---------- |
| Goud   | Zaneta Glanc      | POL  | 63,99 (PB) |
| Zilver | Zinaida Sendriute | LTU  | 62,49 (PB) |
| Brons  | Svetlana Saykina  | RUS  | 60,18      |

### Speerwerpen
Mannen
| Plaats | Naam            | Land | Afstand |
| ------ | --------------- | ---- | ------- |
| Goud   | Fatih Avan      | TUR  | 83,79   |
| Zilver | Roman Avramenko | UKR  | 81,42   |
| Brons  | Igor Janik      | POL  | 79,65   |

Vrouwen
| Plaats | Naam             | Land | Afstand    |
| ------ | ---------------- | ---- | ---------- |
| Goud   | Sunette Viljoen  | RSA  | 66,47 (AR) |
| Zilver | Marina Maximova  | RUS  | 59,87      |
| Brons  | Justine Robbeson | RSA  | 59,78      |

### Zevenkamp/tienkamp
Mannen
| Plaats | Naam               | Land | Punten |
| ------ | ------------------ | ---- | ------ |
| Goud   | Vasiliy Kharlamov  | RUS  | 8166   |
| Zilver | Gaël Querin        | FRA  | 7857   |
| Brons  | Mikhail Logvinenko | RUS  | 7835   |

Vrouwen
| Plaats | Naam                | Land | Punten |
| ------ | ------------------- | ---- | ------ |
| Goud   | Olga Kurban         | RUS  | 6151   |
| Zilver | Viktorija Žemaityte | LTU  | 5958   |
| Brons  | Katerina Cachová    | CZE  | 5873   |

### 20 km snelwandelen
Mannen
| Plaats | Naam           | Land | Tijd    |
| ------ | -------------- | ---- | ------- |
| Goud   | Andrey Krivov  | RUS  | 1:24.15 |
| Zilver | Mikhail Ryzhov | RUS  | 1:24.26 |
| Brons  | Andrés Chocho  | ECU  | 1:24.44 |

Vrouwen
| Plaats | Naam                 | Land | Tijd    |
| ------ | -------------------- | ---- | ------- |
| Goud   | Julia Takacs Nyerges | ESP  | 1:33.51 |
| Zilver | Tatiana Shemyakina   | RUS  | 1:34.23 |
| Brons  | Nina Okhotnikova     | RUS  | 1:35.10 |

### Landenteams 20 kilometer snelwandelen
Mannen
| Plaats | Naam                                        | Land | Tijd    |
| ------ | ------------------------------------------- | ---- | ------- |
| Goud   | Andrey Krivov Mikhail Ryzhov Andrey Ruzavin | RUS  | 4:19.19 |
| Zilver | Cai Zelin Yu Wei Niu Wenbin Tang Tao        | CHN  | 4:24.56 |

Vrouwen
| Plaats | Naam                              | Land | Tijd    |
| ------ | --------------------------------- | ---- | ------- |
| Goud   | Shi Yang Yang Yawei Wang Shanshan | CHN  | 4:58.57 |

### 4 x 100 m
Mannen
| Plaats | Naam                                                               | Land | Tijd  |
| ------ | ------------------------------------------------------------------ | ---- | ----- |
| Goud   | Johannes Dreyer Simon Magakwe Rapula Jacob Sefanyetso Thuso Mpuang | RSA  | 39,25 |
| Zilver | Yang Yang Huang Minhua Chang Pengben Zheng Dongsheng               | CHN  | 39,39 |
| Brons  | Yip Siukeung Lai Chun Ho Leung Kiho Ho Manloklawrence              | HKG  | 39,44 |

Vrouwen
| Plaats | Naam                                                                   | Land | Tijd  |
| ------ | ---------------------------------------------------------------------- | ---- | ----- |
| Goud   | Hanna Titimets Nataliya Pohrebnyak Hrystyna Stuy Jelizaveta Bryzhina   | UKR  | 43,33 |
| Zilver | Lakya Brookins Shayla Mahan Christina Manning Tiffany Townsend         | USA  | 43,38 |
| Brons  | Shermaine Williams Carrie Russell Anneisha McLaughlin Anastasia Le-Roy | JAM  | 43,57 |

### 4 x 400 m
Mannen
| Plaats | Naam                                                                                     | Land | Tijd    |
| ------ | ---------------------------------------------------------------------------------------- | ---- | ------- |
| Goud   | Aleksandr Sigalovskiy Dmitry Buryak Artem Vazhov Valentin Kruglyakov                     | RUS  | 3.04,51 |
| Zilver | Hiroyuki Nakano Shintaro Horie Hideyuki Hirose Takatoshi Abe                             | JPN  | 3.05,16 |
| Brons  | Shane Victor Andre Karl Olivier Pieter Christiaan Beneke Willem Frederik Andries de Beer | RSA  | 3.05,61 |

Vrouwen
| Plaats | Naam                                                                        | Land | Tijd    |
| ------ | --------------------------------------------------------------------------- | ---- | ------- |
| Goud   | Marina Karnaushchenko Yelena Migunova Ksenia Oestalova Olga Topilskaya      | RUS  | 3.27,16 |
| Zilver | Nagihan Karadere Merve Aydin Meliz Redif Pinar Saka                         | TUR  | 3.30,14 |
| Brons  | Kelly Lorraine Massey Charlotte Anne Best Meghan Beesley Emily Jane Diamond | GBR  | 3.33,09 |

## Afkortingenlijst
- WR: Wereldrecord
- AR: Werelddeelrecord
- NR: Nationaal record
- WJR: Wereld jeugdrecord
- WL: Beste jaarprestatie
- PB: Persoonlijk record
- SB: Beste seizoensprestatie

## Medaillespiegel
| Medaillespiegel atletiek (na 50 van de 50 onderdelen) | Medaillespiegel atletiek (na 50 van de 50 onderdelen) | Medaillespiegel atletiek (na 50 van de 50 onderdelen) | Medaillespiegel atletiek (na 50 van de 50 onderdelen) | Medaillespiegel atletiek (na 50 van de 50 onderdelen) | Medaillespiegel atletiek (na 50 van de 50 onderdelen) |
| Rang                                                  | Land                                                  | G                                                     | S                                                     | B                                                     | Totaal                                                |
| ----------------------------------------------------- | ----------------------------------------------------- | ----------------------------------------------------- | ----------------------------------------------------- | ----------------------------------------------------- | ----------------------------------------------------- |
| 1                                                     | RUS                                                   | 11                                                    | 11                                                    | 9                                                     | 31                                                    |
| 2                                                     | JAM                                                   | 6                                                     | 2                                                     | 1                                                     | 9                                                     |
| 3                                                     | TUR                                                   | 5                                                     | 3                                                     | 1                                                     | 9                                                     |
| 4                                                     | UKR                                                   | 4                                                     | 4                                                     | 1                                                     | 9                                                     |
| 5                                                     | JPN                                                   | 3                                                     | 3                                                     | 3                                                     | 9                                                     |
| 5                                                     | USA                                                   | 3                                                     | 3                                                     | 3                                                     | 9                                                     |
| 7                                                     | POL                                                   | 3                                                     | 3                                                     | 1                                                     | 7                                                     |
| 8                                                     | CHN                                                   | 2                                                     | 7                                                     | 3                                                     | 12                                                    |
| 9                                                     | RSA                                                   | 2                                                     | 2                                                     | 2                                                     | 6                                                     |
| 10                                                    | POR                                                   | 2                                                     | 2                                                     | 0                                                     | 4                                                     |
| 11                                                    | ALG                                                   | 1                                                     | 1                                                     | 0                                                     | 2                                                     |
| 11                                                    | HUN                                                   | 1                                                     | 1                                                     | 0                                                     | 2                                                     |
| 13                                                    | GBR                                                   | 1                                                     | 0                                                     | 2                                                     | 3                                                     |
| 14                                                    | AUS                                                   | 1                                                     | 0                                                     | 1                                                     | 2                                                     |
| 14                                                    | EST                                                   | 1                                                     | 0                                                     | 1                                                     | 2                                                     |
| 14                                                    | MAR                                                   | 1                                                     | 0                                                     | 1                                                     | 2                                                     |
| 17                                                    | MDA                                                   | 1                                                     | 0                                                     | 0                                                     | 1                                                     |
| 17                                                    | PRK                                                   | 1                                                     | 0                                                     | 0                                                     | 1                                                     |
| 17                                                    | ESP                                                   | 1                                                     | 0                                                     | 0                                                     | 1                                                     |
| 20                                                    | LTU                                                   | 0                                                     | 4                                                     | 1                                                     | 5                                                     |
| 21                                                    | KAZ                                                   | 0                                                     | 1                                                     | 2                                                     | 3                                                     |
| 22                                                    | GER                                                   | 0                                                     | 1                                                     | 1                                                     | 2                                                     |
| 23                                                    | FRA                                                   | 0                                                     | 1                                                     | 0                                                     | 1                                                     |
| 23                                                    | SVK                                                   | 0                                                     | 1                                                     | 0                                                     | 1                                                     |
| 23                                                    | SLO                                                   | 0                                                     | 1                                                     | 0                                                     | 1                                                     |
| 26                                                    | ITA                                                   | 0                                                     | 0                                                     | 2                                                     | 2                                                     |
| 26                                                    | ROU                                                   | 0                                                     | 0                                                     | 2                                                     | 2                                                     |
| 28                                                    | BRA                                                   | 0                                                     | 0                                                     | 1                                                     | 1                                                     |
| 28                                                    | CZE                                                   | 0                                                     | 0                                                     | 1                                                     | 1                                                     |
| 28                                                    | ECU                                                   | 0                                                     | 0                                                     | 1                                                     | 1                                                     |
| 28                                                    | GRE                                                   | 0                                                     | 0                                                     | 1                                                     | 1                                                     |
| 28                                                    | HKG                                                   | 0                                                     | 0                                                     | 1                                                     | 1                                                     |
| 28                                                    | KEN                                                   | 0                                                     | 0                                                     | 1                                                     | 1                                                     |
| 28                                                    | MOZ                                                   | 0                                                     | 0                                                     | 1                                                     | 1                                                     |
|                                                       | Totaal                                                | 50                                                    | 51                                                    | 44                                                    | 145                                                   |